# Уэлкер, Кристен
Кристен Уэлкер (англ. Kristen Welker; род. 1 июля 1976, Филадельфия, Пенсильвания) — американская тележурналистка, работающая на NBC News. Работает корреспондентом Белого дома в Вашингтоне и была соведущей Weekend Today, субботнего выпуска телепередачи Today, вместе с Питером Александером с 2020 по 2023 год. 17 сентября 2023 года стала ведущей самой продолжительной программы в истории телевидения — Meet the Press.

## Ранний период жизни и образование
Родилась в семье Харви и Джули Уэлкер. Её отец — инженер, а мать — агент по недвижимости. Отец — белый, а мать — чернокожая. В 1994 году кончила школу Germantown Friends School в Филадельфии и Гарвард-колледж со степенью бакалавра искусств в 1998 году. В Гарвард-колледже специализировалась на истории Америки и окончила его с отличием. В 1997 году проходила стажировку в телепередаче Today.

## Карьера
Работала в филиалах American Broadcasting Company WLNE-TV в Провиденсе и KRCR-TV в Реддинге/Чико и присоединилась к NBC в 2005 году в филиале WCAU в Филадельфии, где она была репортёром и ведущей. Затем присоединилась к NBC News в 2010 году в качестве корреспондента, работающего в штаб-квартире The Burbank Studios в Бербанке. В декабре 2011 года стала корреспондентом NBC в Белом доме.
Регулярно представляла MSNBC на ежедневных пресс-конференциях в Белом доме, а также вела прямые репортажи для различных программ на канале. Иногда была ведущей программ NBC Nightly News и Today. 10 января 2020 года компания NBC объявила, что она станет постоянным соведущим Weekend Today вместе с Питером Александером. Дебютировала в качестве соведущей Weekend Today 11 января 2020 года.
22 октября 2020 года, в условиях продолжающейся чрезвычайной ситуации, связанной с пандемией COVID-19, Кристен Уэлкер провела последние дебаты на президентских выборах между действующим президентом-республиканцем Дональдом Трампом и его соперником, бывшим вице-президентом Джо Байденом.
4 июня 2023 года компания NBC объявила, что она назначена преемницей Чака Тодда в качестве ведущей воскресной утренней программы Meet the Press, которая началась 17 сентября 2023 года, и программы Meet the Press Now на NBC News NOW, которая началась 22 сентября 2023 года.
В своём дебютном шоу в качестве ведущей она взяла интервью у бывшего президента США Дональда Трампа, которое было встречено критикой, поскольку некоторые посчитали, что Кристен Уэлкер не дала адекватного отпора многочисленным «недостоверным заявлениям» Трампа и что ему не следовало предоставлять платформу для распространения его мнения о президентских выборах 2020 года и других вещах.
8 ноября 2023 года была со-модератором третьих дебатов Республиканской партии вместе с Лестером Холтом и Хью Хьюиттом в Майами. Кандидат в президенты США Вивек Рамасвами начал с того, что назвал её членом «коррумпированного медиа-истеблишмента» и обвинил в продвижении «мистификации о сговоре Трампа и России». Однако Кристен Уэлкер проигнорировала обвинения Вивека Рамасвами.

## Личная жизнь
4 марта 2017 года вышла замуж за Джона Хьюза в Филадельфии. Их дочь родилась 12 июня 2021 года от суррогатной матери.